# Atanasovsko ezero
Atanasovsko ezero (bulgariska: Атанасовско езеро) är en sjö i Bulgarien.   Den ligger i regionen Burgas, i den östra delen av landet, 300 kilometer öster om huvudstaden Sofia. Arean är 10,9 kvadratkilometer.
Trakten runt Atanasovsko ezero består till största delen av jordbruksmark. Runt Atanasovsko ezero är det tätbefolkat, med 319 invånare per kvadratkilometer.